# Gyula Széchényi

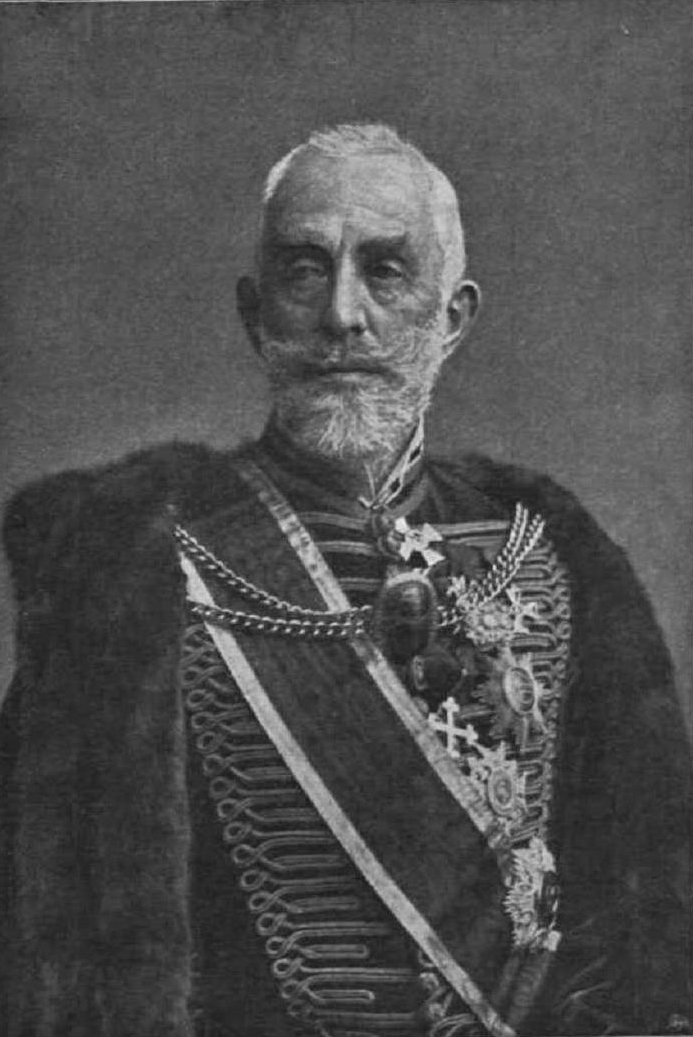
Gyula Széchenyi, um 1900

Gyula Graf Széchényi von Sárvár und Felsővidek (* 11. November 1829 in Wien; † 13. Januar 1921 in Budapest) war ein ungarischer Politiker und Hofbeamter.

## Leben
Gyula Széchenyi wurde als Sohn von Pál Széchényi und Emilie Zichy-Ferraris in eine alte ungarische Adelsfamilie geboren. Nachdem er die Schulen in Szombathely und Innsbruck besuchte, trat er 1848 in die k.k. Armee ein, um gegen die Revolutionären im ungarischen Unabhängigkeitskrieg zu kämpfen. Er diente auch bei der Niederschlagung des Prager Pfingstaufstands und schied 1855 aus der Armee aus. Danach kümmerte er sich um sein Gut in Marcali und war Mitgründer eines Wirtschaftsvereins. Von 1867 bis 1869 war er Obergespan des Komitats Somogy und wurde zum Geheimrat ernannt. 1884 war er bis 1896 Obersttürhüter und danach bis 1920 Oberststallmeister. Im Kabinett von Kálmán Széll diente er in den Jahren von 1900 bis 1903 als Minister am Allerhöchsten Hoflager und zog sich danach aus der Politik zurück.
1903 wurde er in den Orden vom Goldenen Vlies aufgenommen.

## Familie
Er heiratete am 6. Juli 1863 Gräfin Karolina Zichy-Ferraris de Zich et Vásonkeő (1845–1871). Sie hatten vier Kinder. Seine zweite Frau war Paola Klinkosch (1851–1901), sie heirateten am 3. Februar 1875. Sie hatten ein Kind.
- Graf Andor Pál Széchényi (1864–1943) heiratete am 13. Oktober 1894 zum einen Gräfin Andrea Csekonics. In zweiter Ehe heiratete er am 25. März 1925 die Baronin Mária Szegedy-Ensch. Er hatte drei Kinder.
- Gräfin Margit Széchényi (1866–1915) heiratete Eugen Graf von Kesselstatt am 20. April 1892 in Opatija, Kroatien. Sie hatten sieben Kinder.
- Gräfin Karolina Széchényi (1869–1932) heiratete am 30. Mai 1890 Simon Graf von Wimpffen. Sie hatten keine Kinder.
- Gräfin Paulina Széchényi (1871–1945) heiratete am 22. Juli 1902 Aloys Lexa Graf von Aehrenthal. Sie hatten drei Kinder.
- Graf Gyula József Pál Széchényi (1878–1956) heiratete am 8. Dezember 1908 Gizella Haas von Teichen. Sie hatten vier Kinder.[1]